# Natallja Michnevitj
Natallja Michnevitj (belarusiska: Наталля Міхневіч, ogift Charanenka: Харанека), född den 25 maj 1982 är en belarusisk friidrottare som tävlar i kulstötning. Hon är gift med den vitryske kulstötaren Andrej Michnevitj.
Michnevitj genombrott kom när hon slutade trea vid junior-VM 2000. Som senior deltog hon vid Olympiska sommarspelen 2004 där hennes 18,96 räckte till en femte plats. Hon deltog vidare vid VM i Helsingfors 1995 där hon slutade åtta. 
Hennes första stora framgång kom vid inomhus VM 2006 där hon blev segrare efter en stöt på 19,84. Samma år blev hon europamästare vid EM i Göteborg. 
Vid Olympiska sommarspelen 2008 i Peking slutade hon på andra plats efter en stöt på 20,28 slagen bara av Valerie Vili
Hon deltog vid VM 2009 i Berlin där hon slutade på fjärde plats efter en stöt på 19,66. Hon slutade friidrottsårtiondet med att bli trea vid IAAF World Athletics Final 2009. Under 2010 blev hon bronsmedaljör vid inomhus-VM och silvermedaljör vid EM i Barcelona.

## Personliga rekord
- Kulstötning - 20,70 meter från 2008